# قشلاق پادر حاجی بحریش
قشلاق پادر حاجی بحریش یک روستا در ایران است که در استان اردبیل واقع شده‌است. قشلاق پادر حاجی بحریش ۲۰ نفر جمعیت دارد.